# WASP-18 b
WASP-18 b è un pianeta extra-solare ed è noto poiché possiede un periodo di rivoluzione attorno alla sua stella molto breve, circa 24 ore. Ha una massa equivalente a 10 volte quella di Giove, appena sotto la linea di divisione tra pianeti e nane brune, circa 13 masse gioviane. Dovuto alla decelerazione delle maree, si pensa che il pianeta verrà inghiottito dalla stella, WASP-18, in meno di un milione di anni. Il pianeta si trova a circa 1.9 milioni di miglia (circa 3057100 km) dalla stella, lontana circa 325 anni luce dalla Terra. La scoperta di questo pianeta si deve a Coel Hellier, professore di astrofisica alla Keele University in Inghilterra.
Scienziati della Keele e dell'Università del Maryland stanno lavorando per comprendere se la scoperta di questo pianeta così vicino alla sua fine (con meno dello 0.1% di vita rimasta) sia stata fortuita, e se la dispersione della marea da WASP-18 sia molto meno efficiente di quanto gli astrofisici normalmente suppongono. Le osservazioni effettuate nella prossima decade dovrebbero rendere una misura del tasso con cui l'orbita di WASP-18 b sta decadendo.
L'esempio più vicino a questo evento è nel nostro sistema solare, con la luna di Marte, Phobos. Phobos orbita a una distanza di sole 5600 miglia (circa 9000 km) da Marte, 40 volte più vicino della Luna, ed è previsto che sia distrutto in circa 11 milioni di anni.

## Possibile atmosfera planetaria
Analisi effettuate con i dati delle osservazioni dei telescopi Hubble e Spitzer comproverebbero che il pianeta sia avvolto da una stratosfera soffocante costituita essenzialmente da monossido di carbonio e priva di acqua. Lo studio, basato sull'analisi delle impronte spettrali a seguito di cinque transiti del pianeta, ha evidenziato monossido di carbonio caldo nella stratosfera e più fresco nello strato sottostante. Tali firme spettrali, ottenibili anche in presenza di anidride carbonica, hanno escluso la presenza di quest'ultima poiché per la sua presenza dovrebbe essere presente anche ossigeno e quindi vapore acqueo, escluso dai rilevamenti.